# De Luxe Records

Roy Brown – Good Rocking Tonight

De Luxe Records (später DeLuxe Records) war ein amerikanisches Plattenlabel, das 1944 von den Brüdern David und Jules Braun in Linden (New Jersey) gegründet wurde.  Das Label hatte in den Vereinigten Staaten der 1940er- und 1950er-Jahre mit Jazz und Rhythm-&-Blues-Platten einigen Erfolg. 1947 erwarb Syd Nathan, Gründer und Eigentümer von King Records Mehrheitsanteile an De Luxe. 1949 verlagerte Nathan den Firmensitz des Labels 1949 nach Cincinnati und erwarb 1951 die restlichen Geschäftsanteile der Braun-Brüder.
Auf dem Label erschienen Aufnahmen von Annie Laurie The Manhattans und Donnie Elbert, mit denen DeLuxe ab Mitte der 1950er- bis Anfang der 1970er-Jahre erfolgreich in den R&B-Charts war. 1947 erschien Dave Bartholomews erste Platte auf De Luxe, She's Got Great Big Eyes. Das Label veröffentlichte außerdem Platten von Dud Bascomb, Roy Brown, Erskine Butterfield, King Curtis, Billy Eckstine and His Orchestra, Benny Carter, Papa Celestin, Cousin Joe, Paul Gayten, Willis Jackson, Plas Johnson, Smiley Lewis, Roy Milton, Lee Richardson, Sylvia Syms und Earl Warren.